# Український культурологічний центр

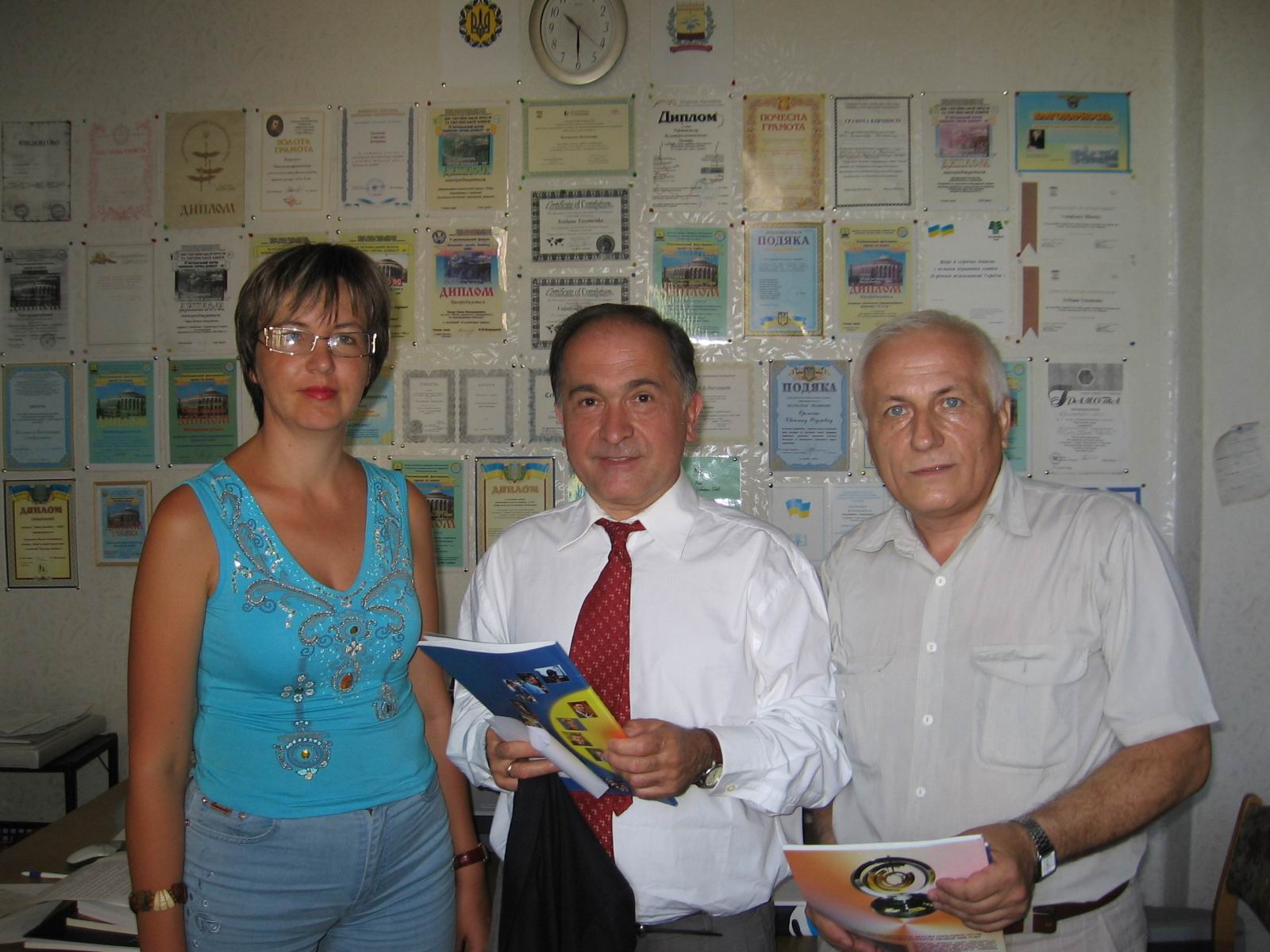
Голова Світового Конґресу Українців Аскольд Лозинський (в центрі) під час відвідин Українського культурологічного Центру в Донецьку, ліворуч — редактор журналу «Схід» Галина Тимофеєва, праворуч голова УКЦентру Володимир Білецький, 2007 р.

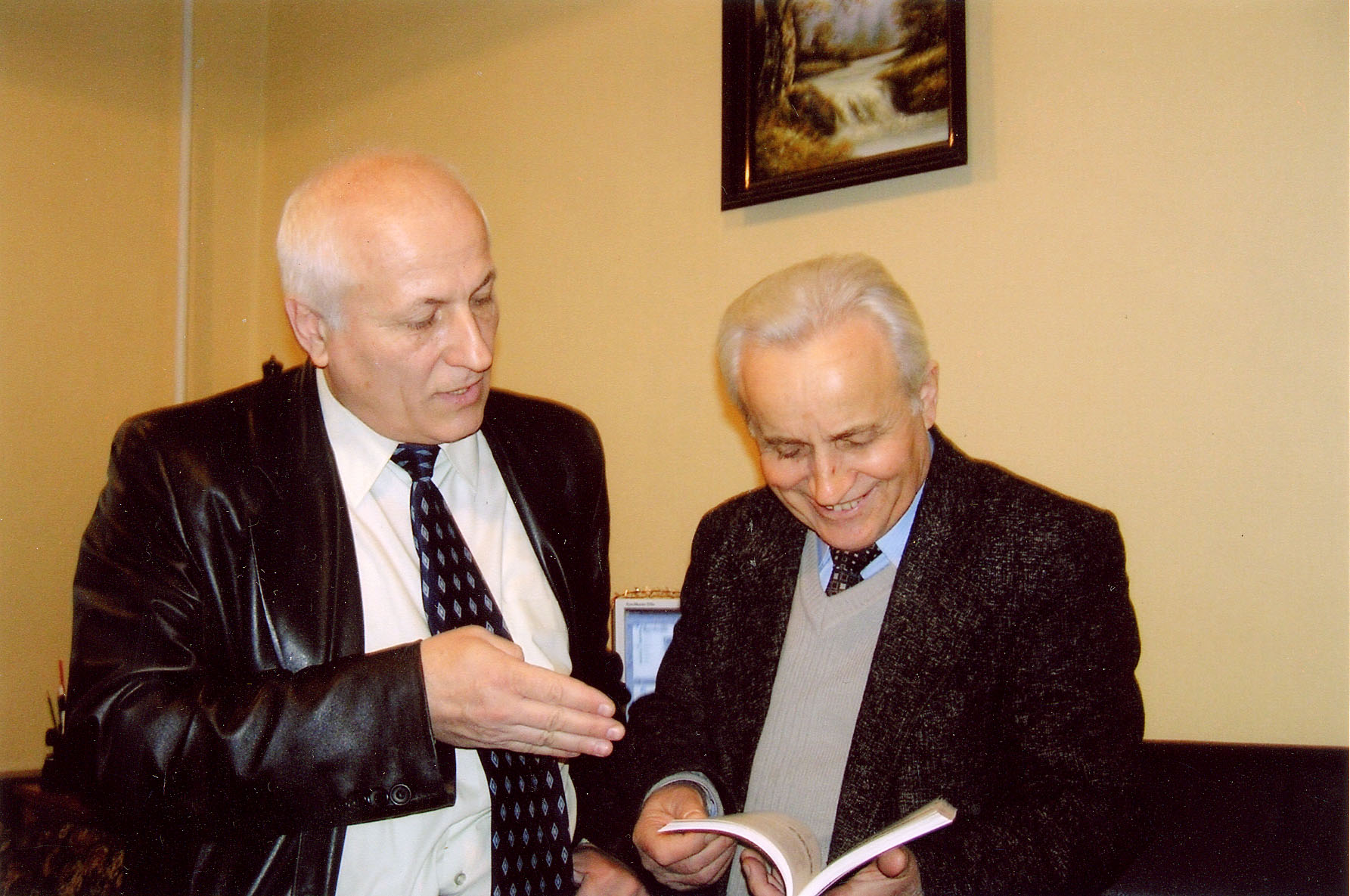
Шеф-редактор журналу «Схід» проф. В. С. Білецький та редактор відділу історії проф. В. О. Пірко. 2008.

«Український культурологічний Центр» (УКЦентр)  (англ. Ukrainian Center of Cultural Studies) — громадська дослідно-видавнича фундація, яка своєю діяльністю сприяє трансформації України, ринковим реформам, формуванню і розвитку демократичного суспільства, інтеграції України у європейський і світовий економічний, політичний інформаційний простір. Центр засновано в Донецьку у 1994 році за ініціативою Донецького обласного Товариства української мови ім. Т. Г. Шевченка. Автор концепції Центру і його директор — Білецький Володимир Стефанович, доктор технічних наук, професор. 
Склад центру — фахівці різних галузей знань, науковці, журналісти, зокрема, політологи, економісти, історики, соціологи. УКЦентр видає фаховий журнал «Схід». З 2014 р. УКЦентр — у м.Маріуполь.

## Основні пріоритети, функції та принципи діяльності
Основні пріоритети, які на самих початках визначив для себе Центр — робота над проєктами, які сприяють формуванню сучасної української еліти та всебічний розвиток молоді. Крім того, цілі та завдання УКЦентру:
- налагодження та розвиток зв'язків з національно-культурними організаціями світу, зокрема, шляхом «народної дипломатії»;
- виявлення найслабших ланок у культурному розвитку регіону та координація дій фахівців по нормалізації стану; збереження та розвиток культурних надбань краю;
- дослідно-видавнича робота з соціально-економічної, політологічної, історичної, культурологічної проблематики та висвітлення її результатів шляхом видання через "Схід", монографії, посібники та підручники.

УКЦентр виконує функції аналітичного центру регіону Донбасу та ресурсно-інформаційного центру громадських організацій. В перспективі — заснування на основі Центру «Східно-українського інституту системних досліджень» .
Основні принципи, які було вирішено взяти на озброєння — професіоналізм роботи, комбіноване фінансування — гранти і фандрейзинг в Україні. Центр, має значний творчий потенціал: понад 50 докторів та кандидатів наук.

## Доробок УКЦентру
За 1994—2014 рр. роботи УКЦентр самостійно та у співпраці з іншими організаціями виконав понад 350 видавничих проєктів, у 1995 р. започаткував видання аналітично-інформаційного журналу «Схід», виконав ряд міжнародних проєктів, зокрема, Україна-США, Україна-Канада, Україна-Росія, має постійні зв'язки з організаціями-партнерами східної та західної української діаспори. Загальна кількість одиниць видань УКЦентру спільно з Донецьким відділенням НТШ на 01.01.2014 сягало понад 350.
Серед видавничих проєктів — посібники для шкіл та вузів та монографії з історії, культури, філософії, точних наук (наприклад, посібник «Історія світової та української культури», «Якісні задачі з фізики», «Громадянське суспільство та національна ідея», «Заселення степової України в XVI—XVIII ст», «Павло Байдебура» (вибрані твори, спогади, дослідження творчості), посібники з літературного краєзнавства «Козак Мамай» (Кубань), «Чорноморська хвиля» (Крим), «Таємниця духовного скарбу» (Донбас), «Слобожанська хвиля» (Східна Слобожанщина), «Літературні вечори в Українському Інституті Модерного Мистецтва Чикаго, 1973—2006» тощо. Загальний наклад видань УКЦентру — понад 250 тис. прим. Автори і укладачі — університетські професори, доценти, наукові співробітники. Крім того, вчителі, краєзнавці.
Крім того, УКЦентр видавав поезію та прозові твори авторів-донеччан: Колесникова Лідія Морисівна, Володимир Біляїв, Юрій Доценко.
Видання Центру стали лауреатами III, IV, VI та VII регіональних форумів «Книжкова справа Донбасу» 1998,1999, 2001, 2002, 2004, 2005, 2006, 2008, 2009, 2010, 2011, 2012 років, учасники всеукраїнських книжкових виставок «Книжковий сад» та «Книжковий форум» у Києві та Львові у 2001, 2002, 2010, 2012 році.

## Організації-партнери
Громадські організації-партнери УКЦентру на Донеччині:
- Донецьке обласне Товариство української мови імені Т. Г. Шевченка
- Донецьке відділення Наукового Товариства імені Шевченка
- Донецьке відділення Товариства «Україна-Світ»

Український культурологічний Центр як один з аналітичних центрів України (Think tanks) входить до порталу intellect.org.ua 
Крім того, УКЦентр — партнер Всеукраїнської експертної мережі з часу її створення (2006).
Український культурологічний центр — співзасновник ТОВ Східний видавничий дім.
Центр відкритий до здійснення спільних проєктів з партнерами в Україні так і поза нею.

## Галерея

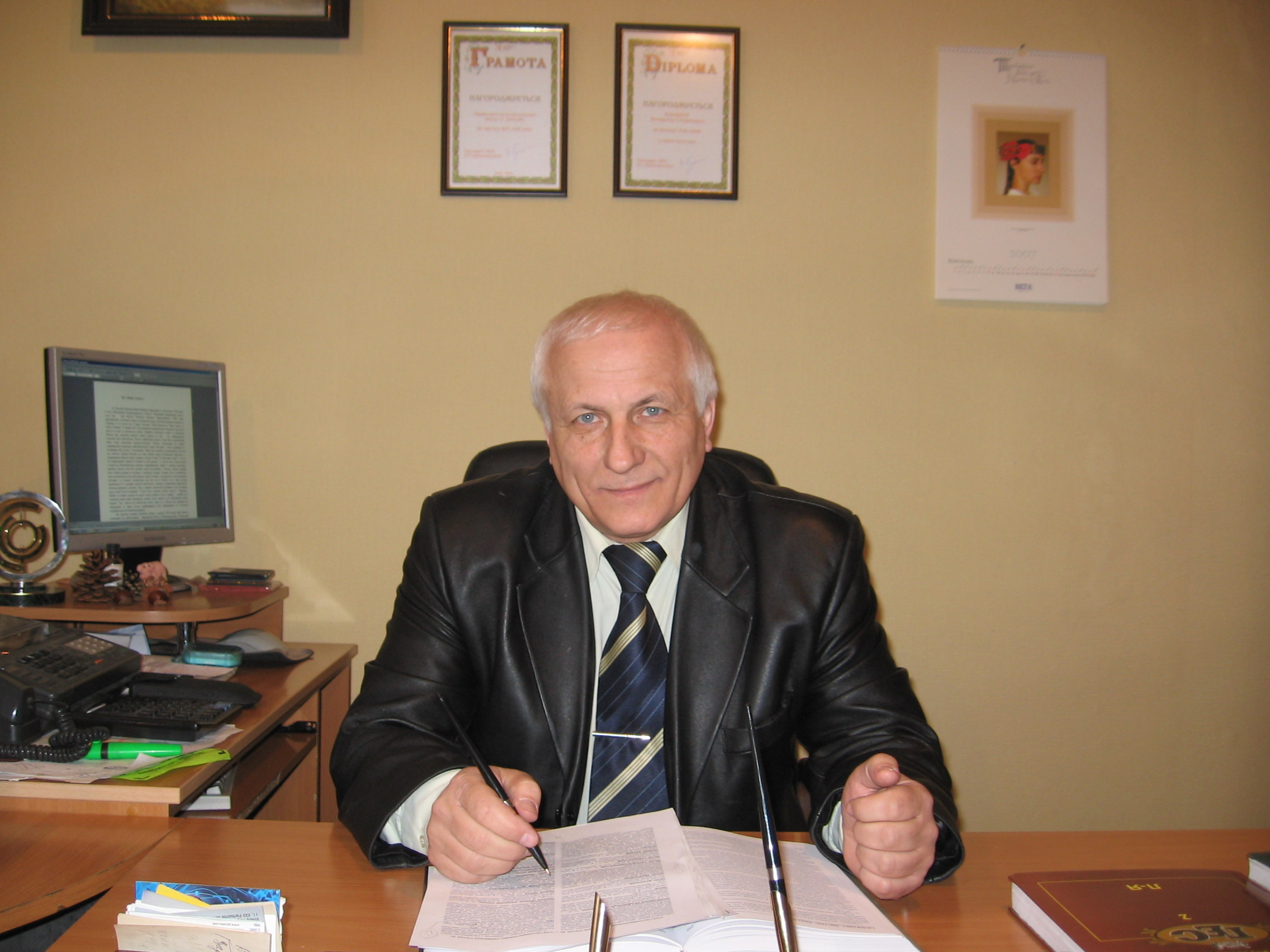
Директор УКЦентру - Володимир Білецький
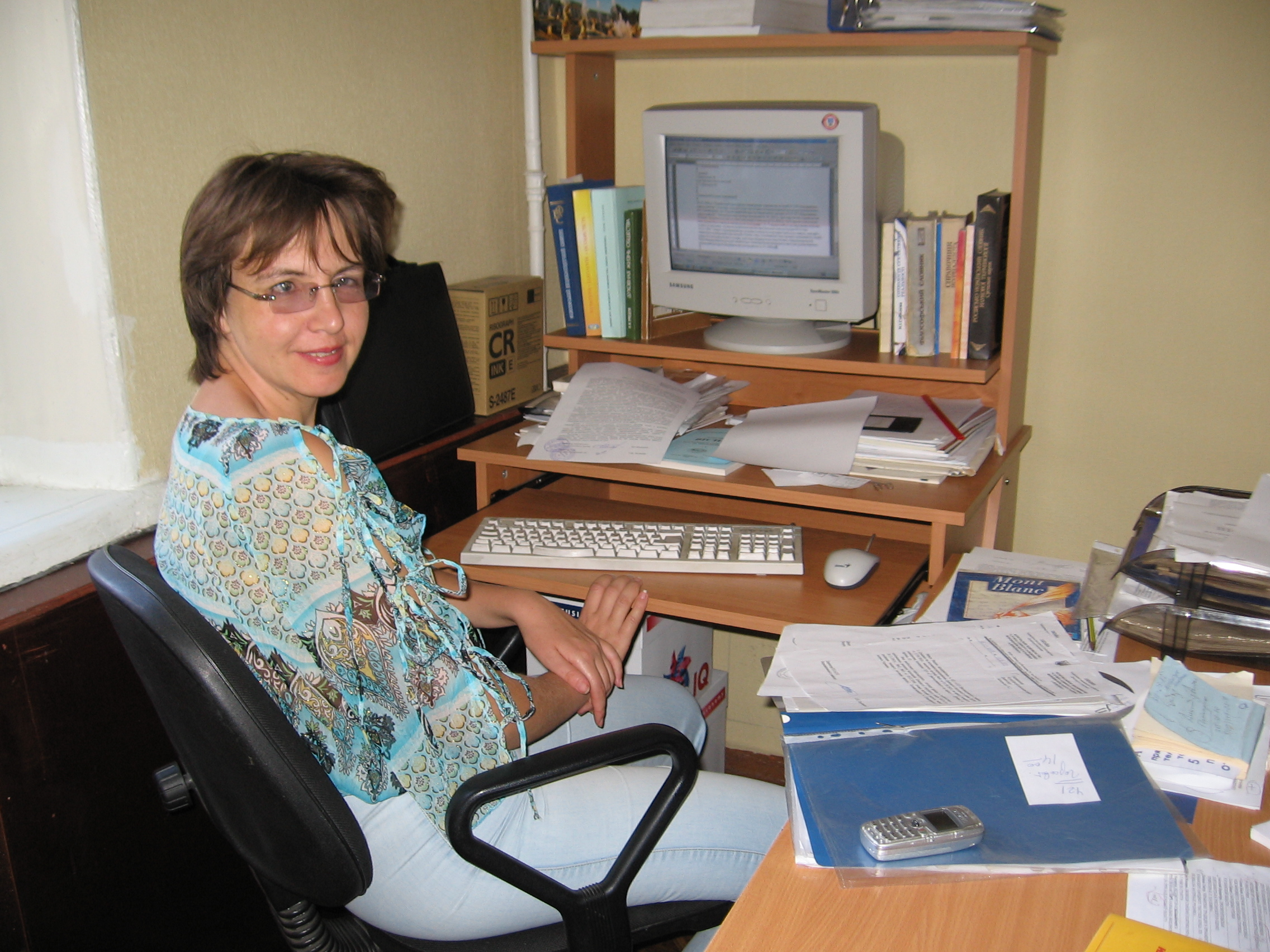
Директор ТОВ Східний видавничий дім Галина Тимофєєва
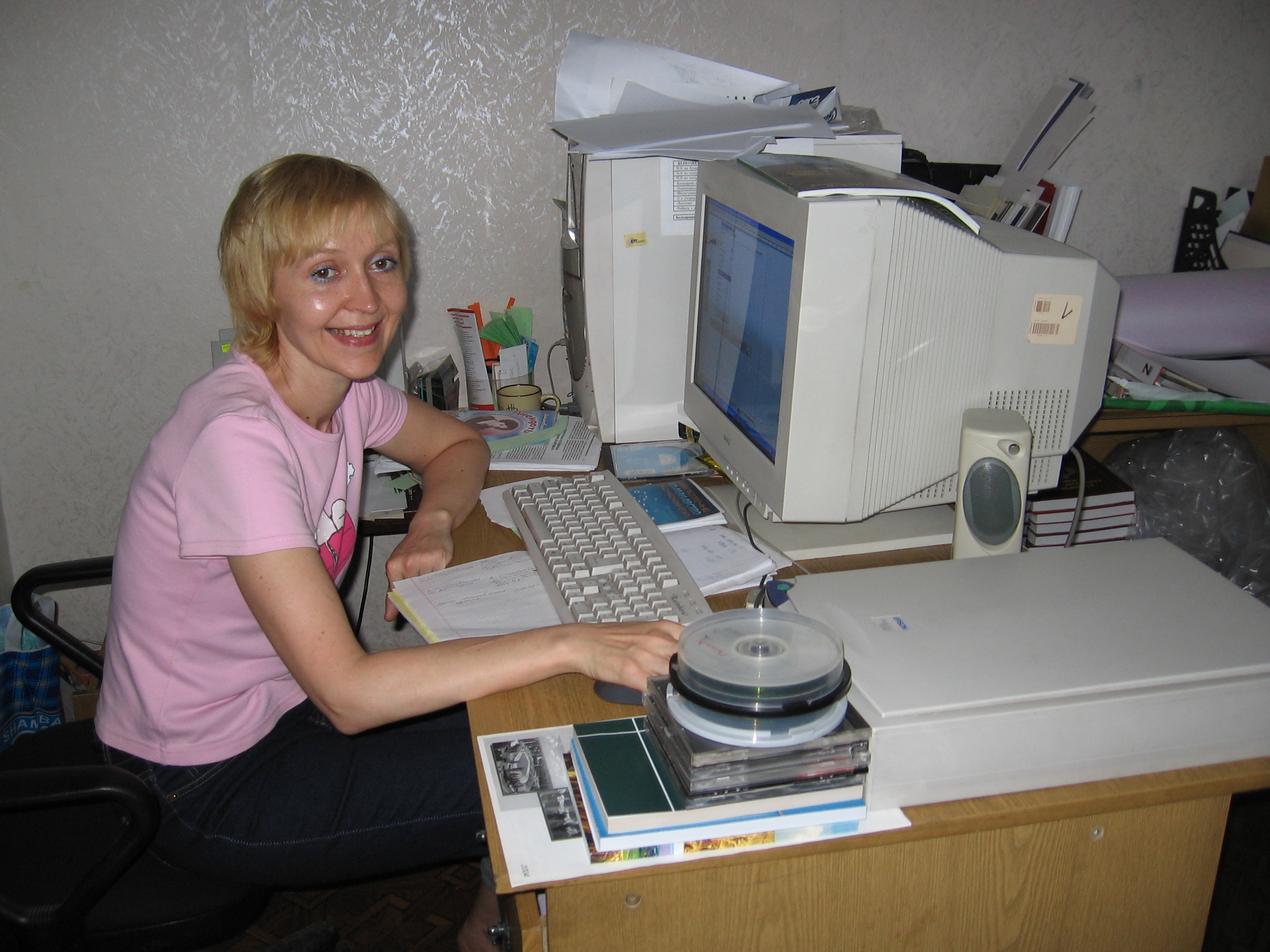
У дослідно-видавничих відділах УКЦентру та ТОВ Східний видавничий дім. Дизайнер-художник Ірина Венгренюк.
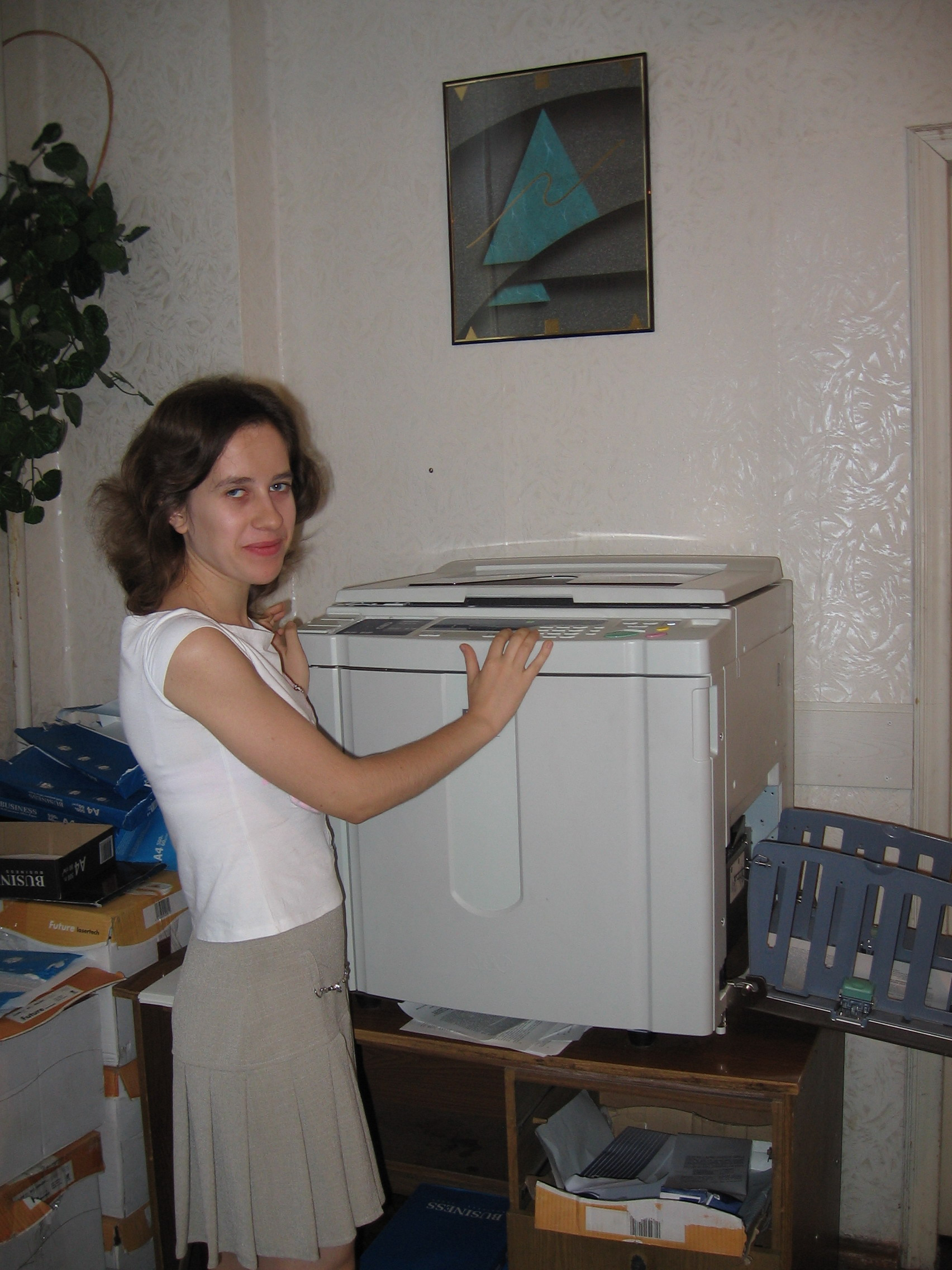
У дослідно-видавничих відділах УКЦентру та ТОВ Східний видавничий дім. Різографія.
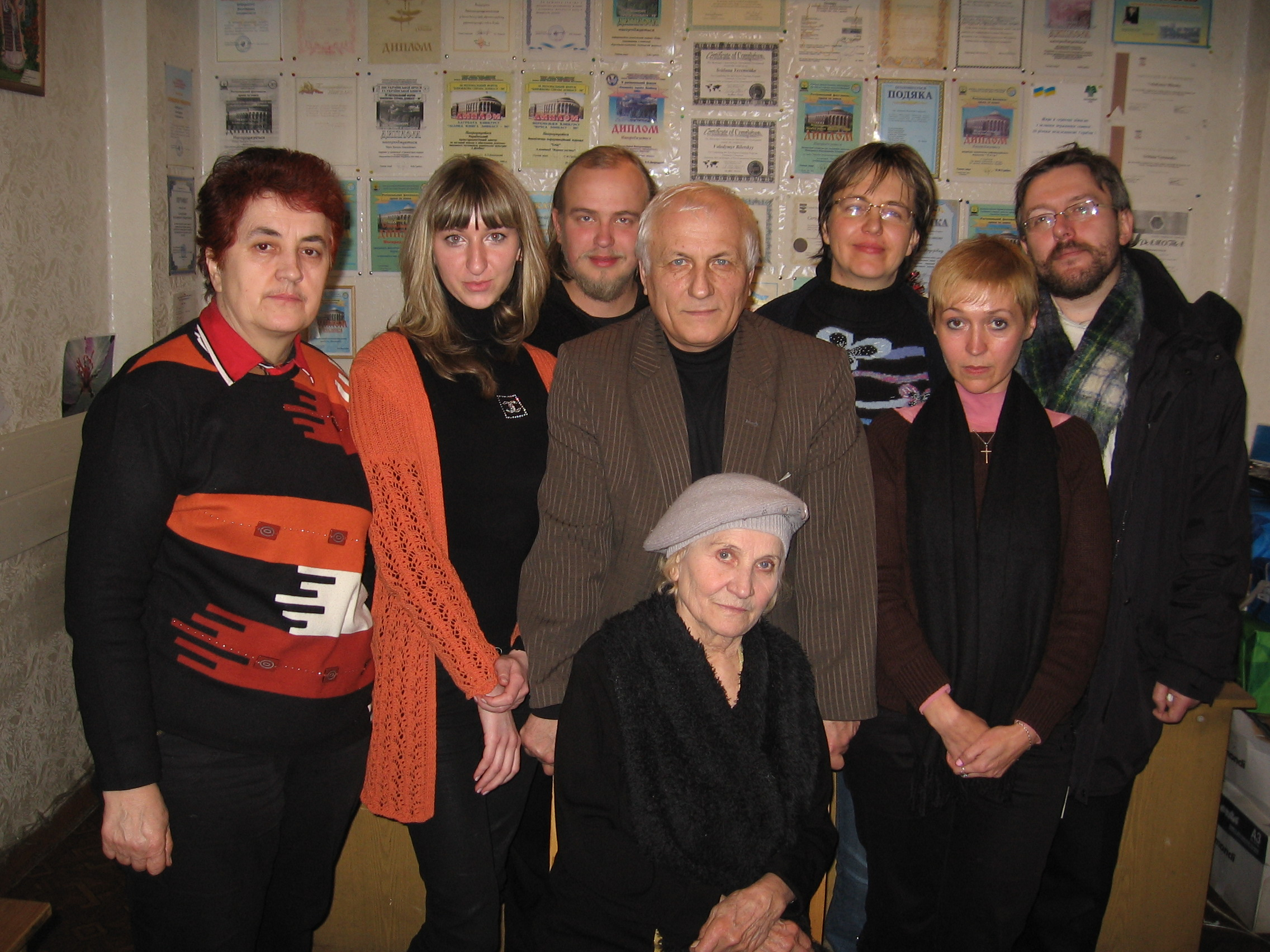
Колектив УКЦентру, 2009 р.
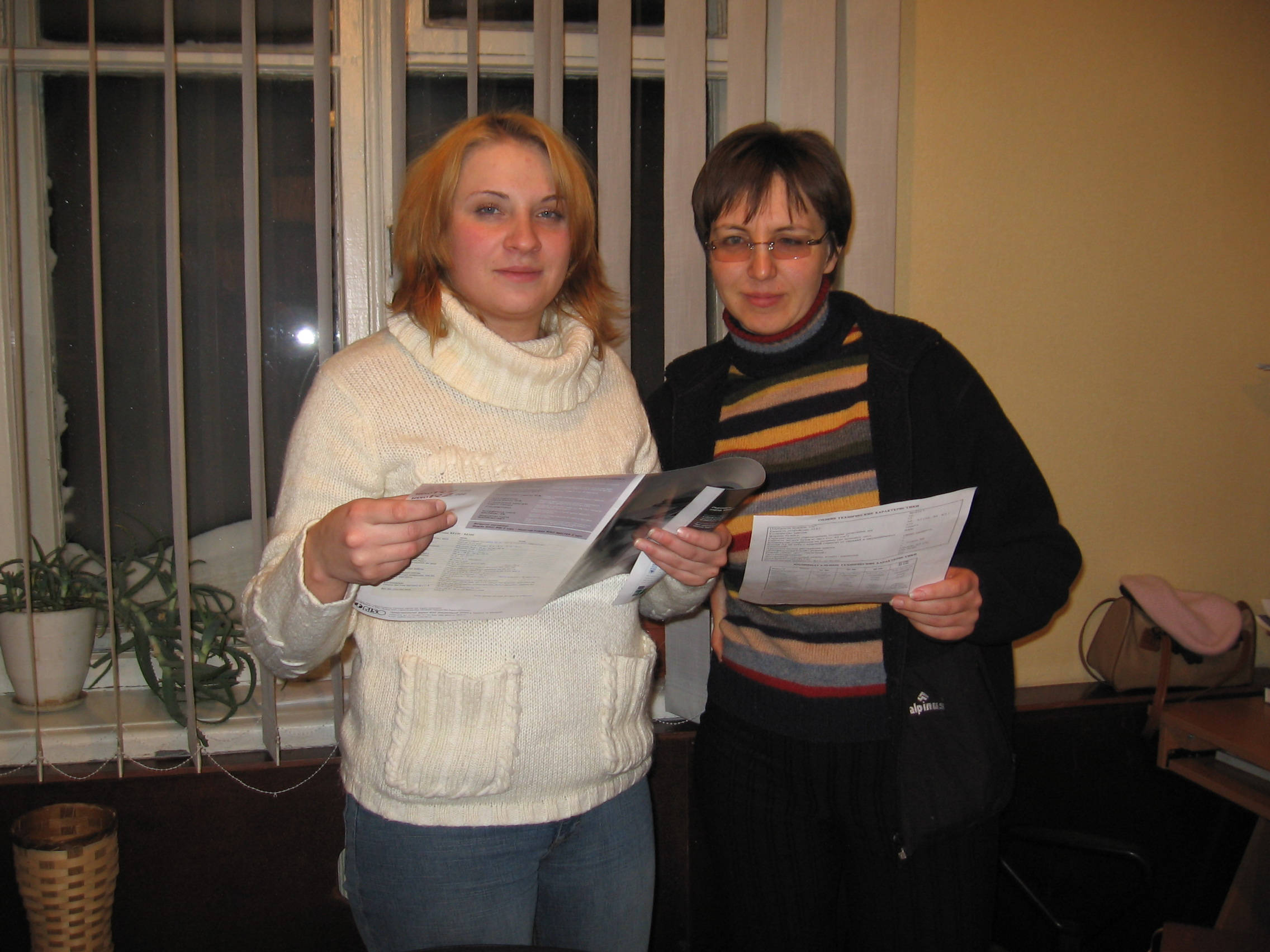
У дослідно-видавничих відділах УКЦентру та ТОВ Східний видавничий дім.
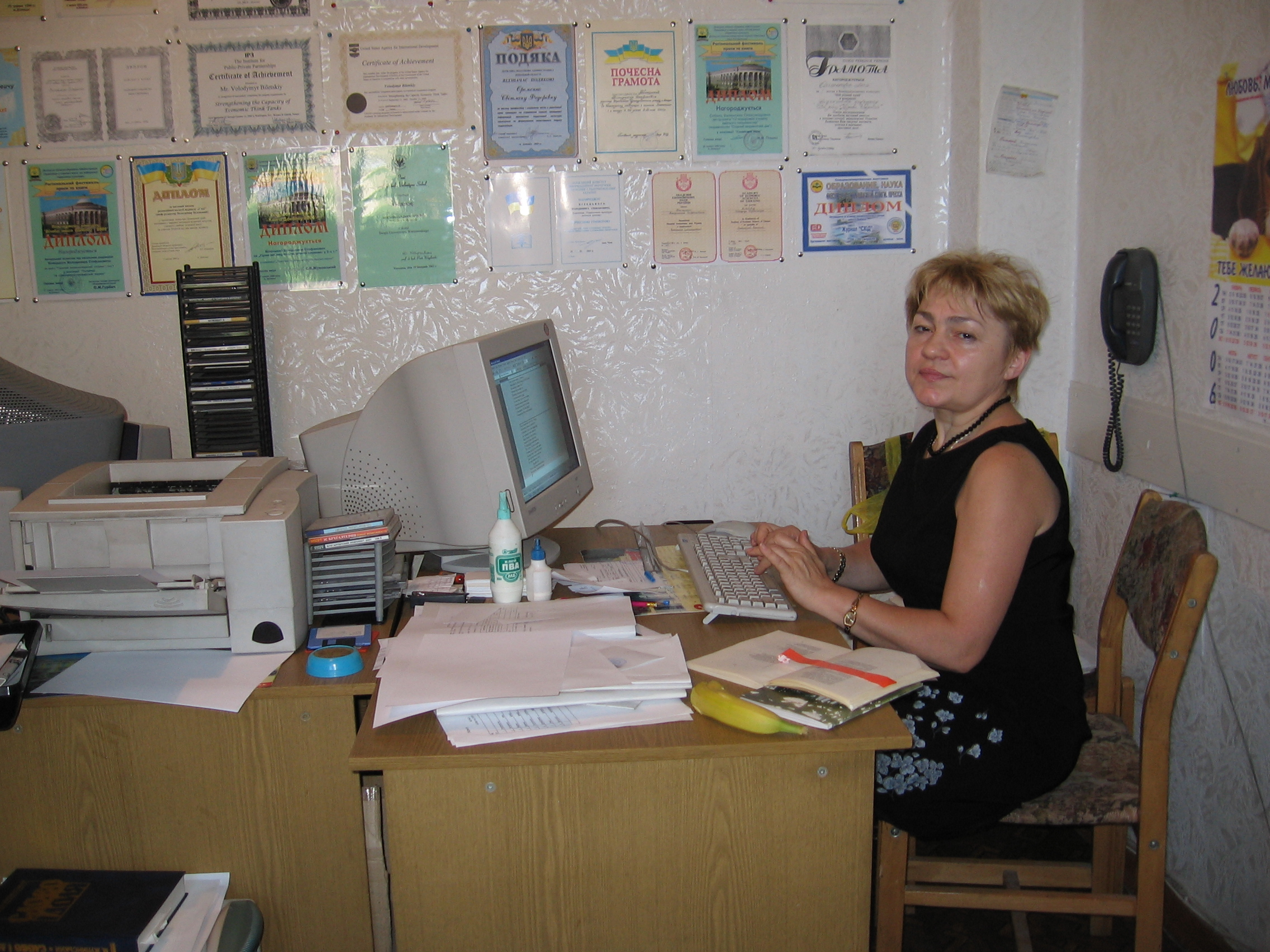
Д.ф.н., проф. Варшавського університету Соболь Валентина Олександрівна - член УКЦентру в Донецьку
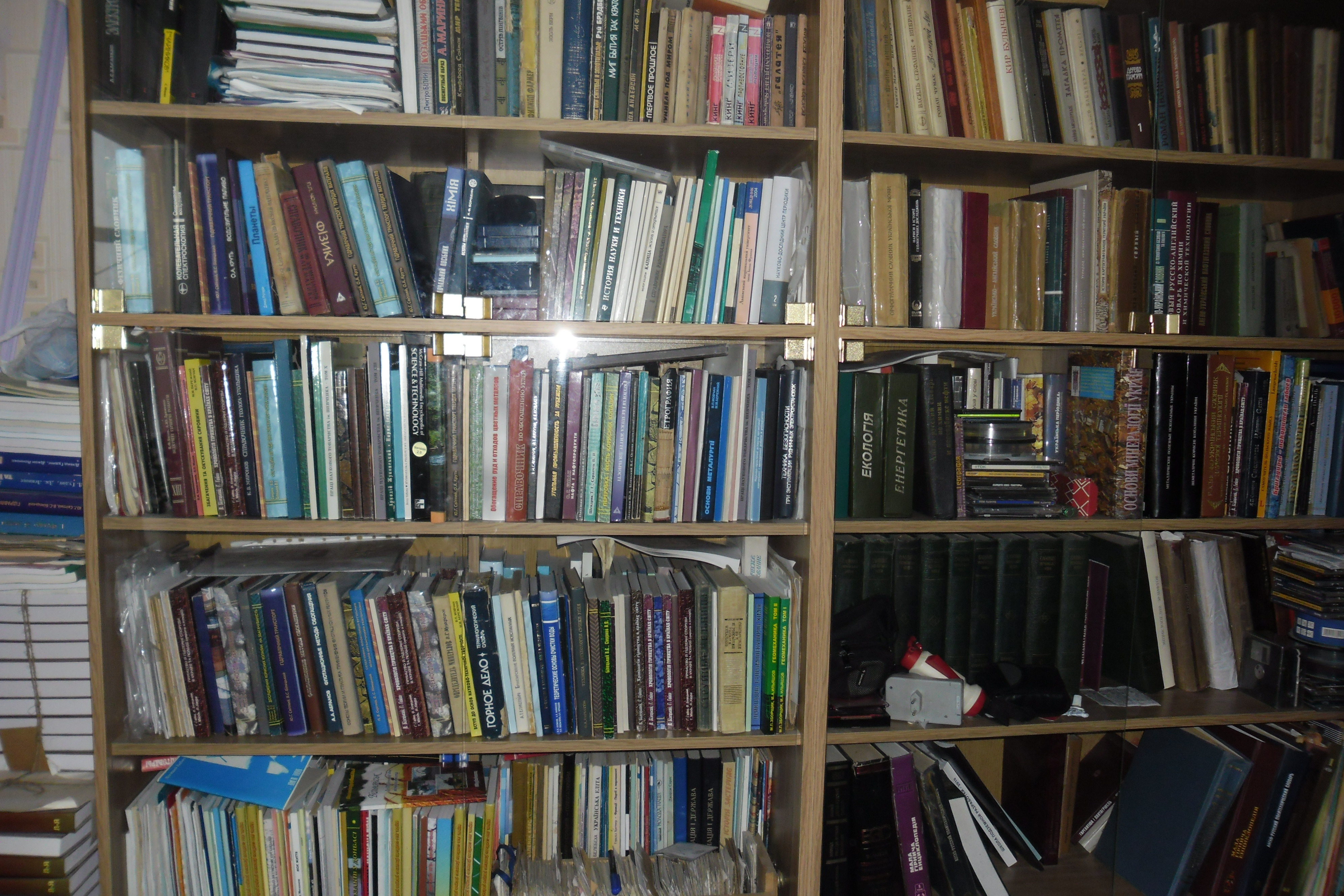
Бібліотека УКЦентру (фрагмент). Донецьк (втрачено 2015 р.).
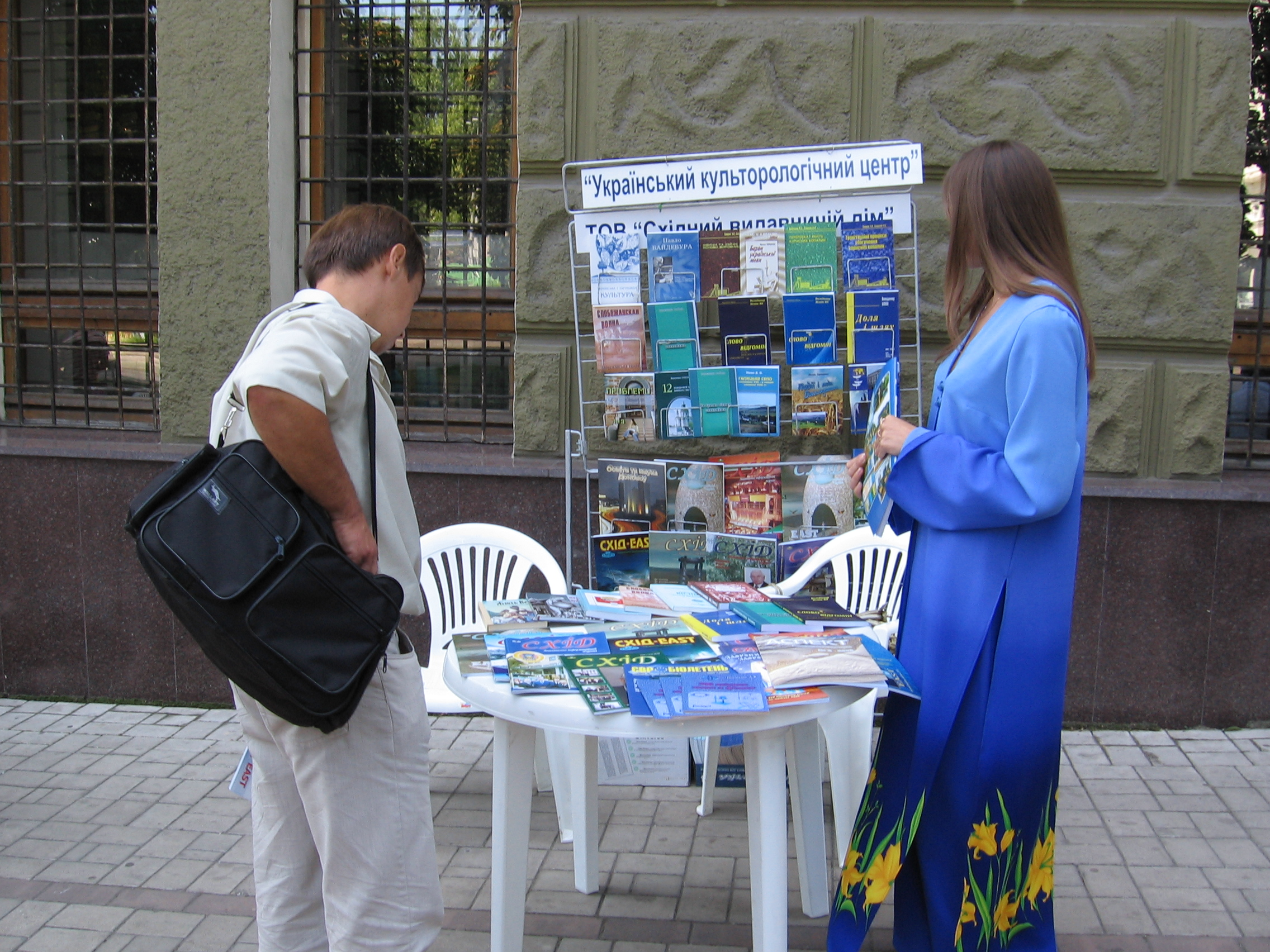
Стенд УКЦентру на щорічній травневій виставці "Книга Донбасу". 2006 р.
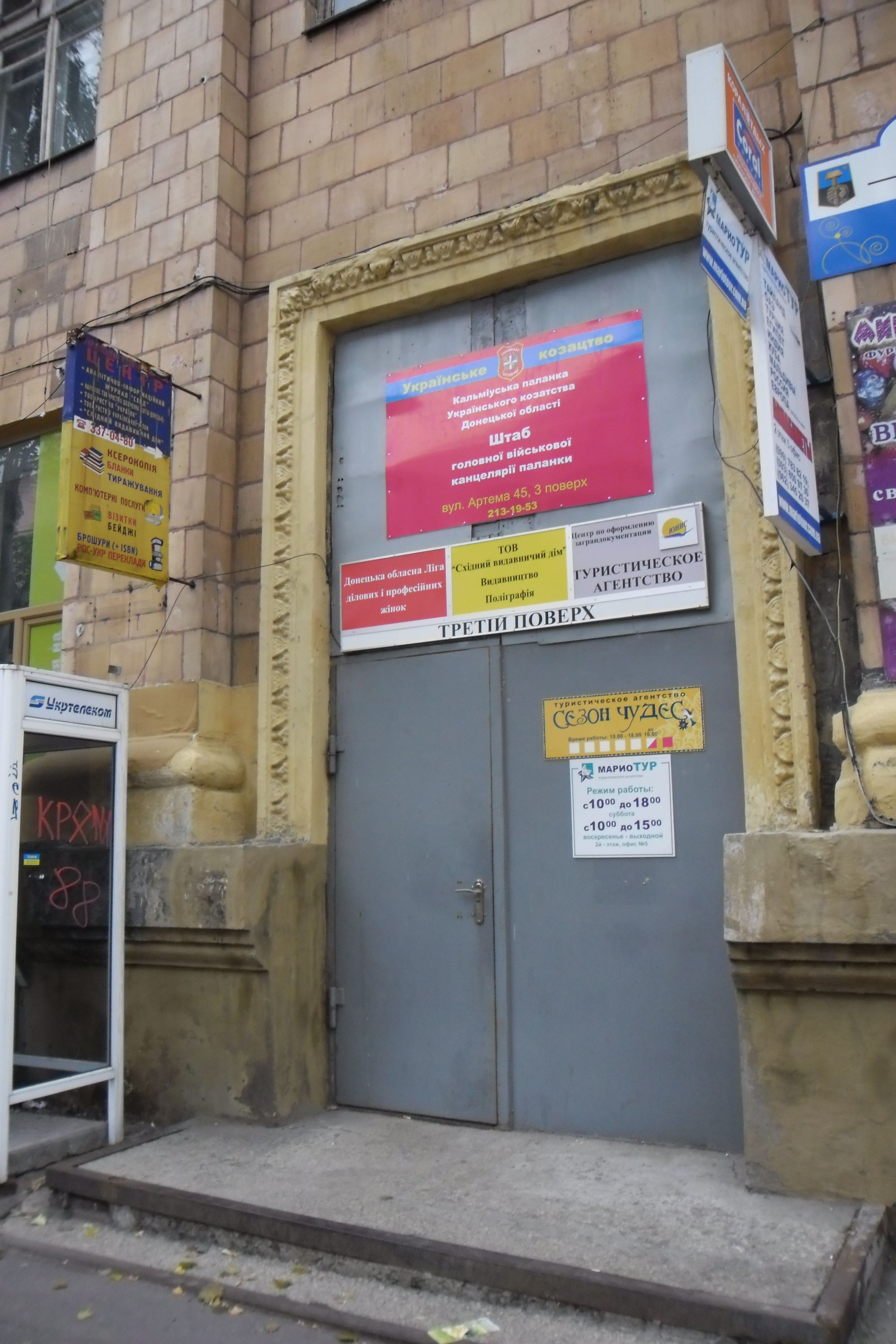
Донецьк. Вхід до УКЦентру. 2014 р.
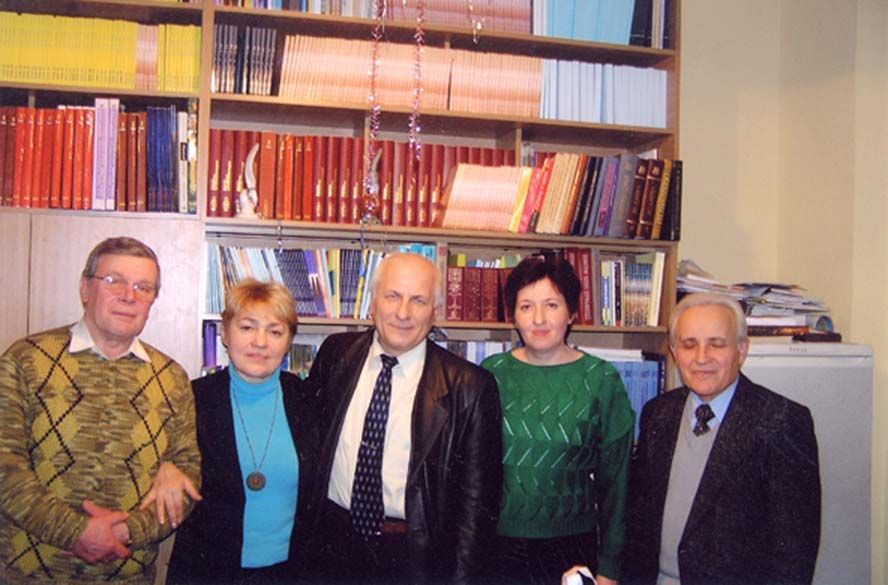
Рада Донецького відділення НТШ: Ігор Пасько (вчений секретар, дійсний член НТШ),Валентина Соболь (дійсний член НТШ), Володимир Білецький(голова, дійсний член НТШ), Віра Просалова (дійсний член НТШ),Василь Пірко (дійсний член НТШ)
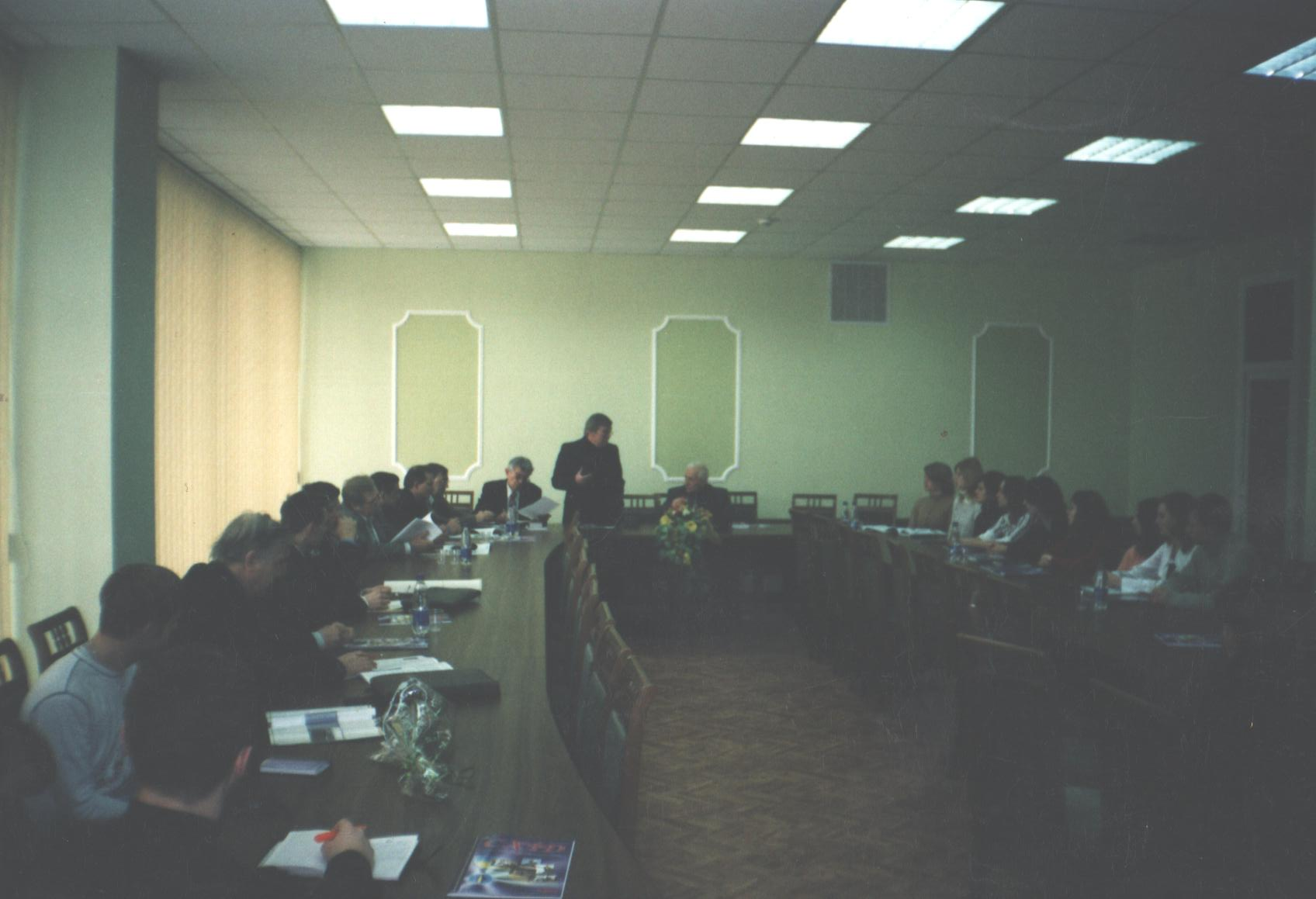
Конференція УКЦентру-Донецького відділення НТШ. 2000-ні роки. Виступає професор Ігор Пасько. м. Донецьк.
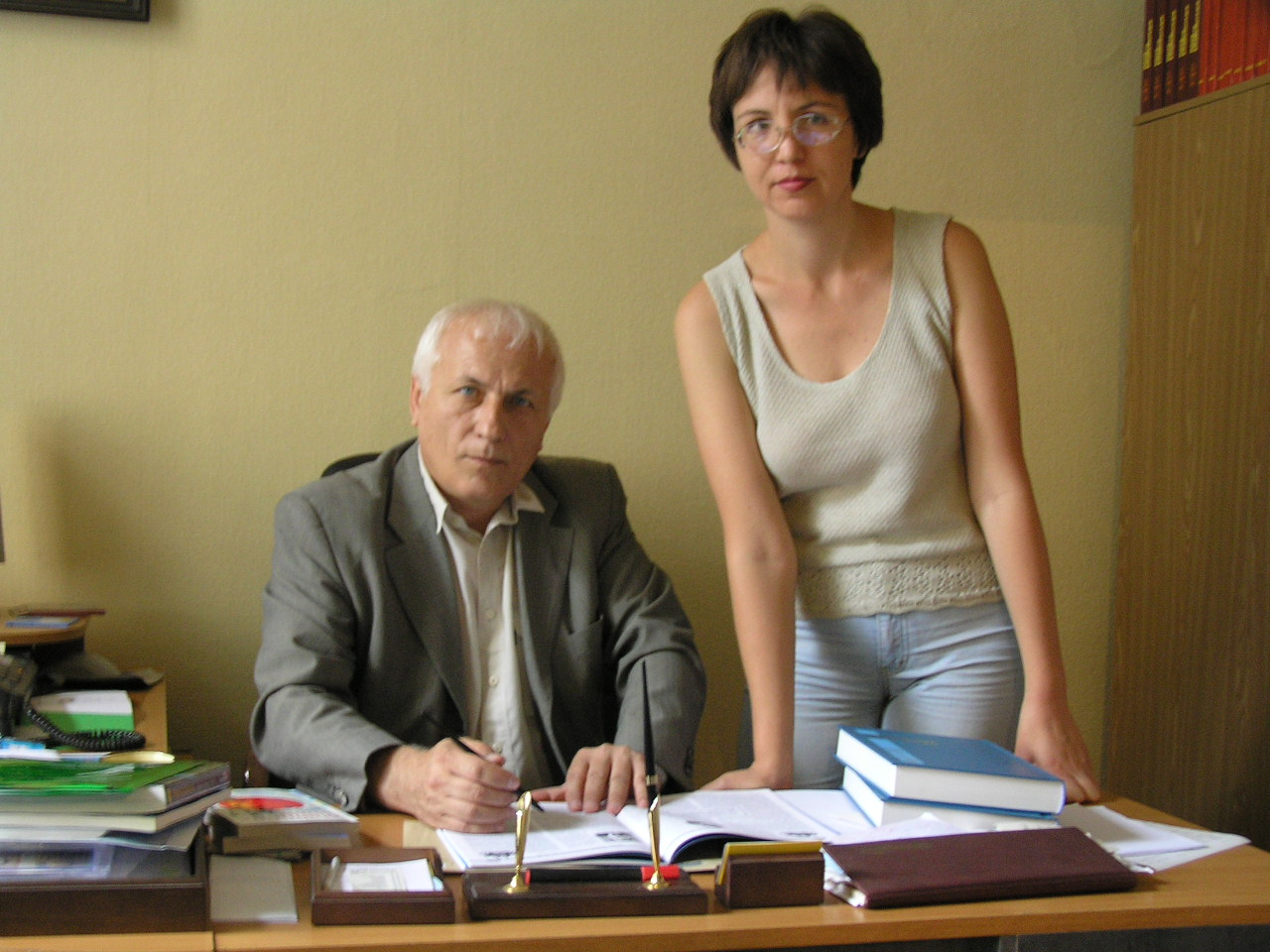
Шеф-редактор журналу «Схід» Володимир Білецький та редактор Галина Тимофеєва. У Донецькому офісі. 2010-ті роки.

## Перспективні проєкти УКЦентру

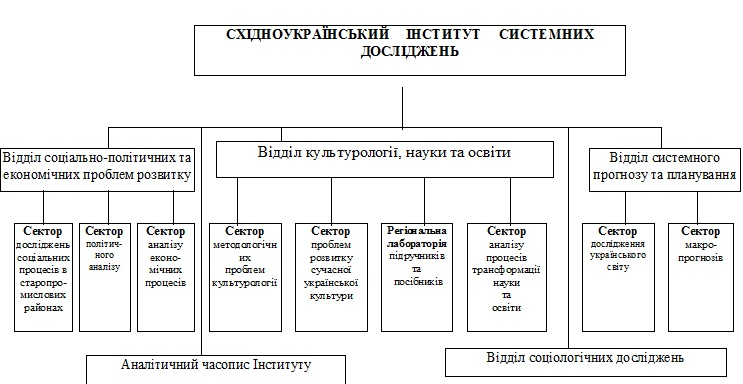

Громадською організацією «Український Культурологічний Центр» за 10 років свого існування в Донецьку (уже на 2004 р.) підготовлено базис для створення в регіоні Сходу України якісно нової неурядової науково-дослідної фундації — «СХІДНОУКРАЇНСЬКОГО ІНСТИТУТУ СИСТЕМНИХ ДОСЛІДЖЕНЬ», який мав би сприяти утвердженню в Україні демократичного, соціально відповідального, солідарного суспільства.
СХІДНОУКРАЇНСЬКИЙ ІНСТИТУТ СИСТЕМНИХ ДОСЛІДЖЕНЬ планувався як неурядова, громадська, науково-дослідна організація, діяльність якої мала би бути спрямована на сприяння утвердженню в Україні демократичного, соціально відповідального, солідарного суспільства.
Основна діяльність Інституту мала бути зосереджена переважно на дослідженні проблем розвитку Сходу та Півдня України в контексті європейських та світових реалій. Системність досліджень передбачала аналіз як на макрорівні (Світ, Україна, регіон), так і на мікрорівнях (райони, міста, підприємства, в першу чергу Донбасу).
ПРІОРИТЕТИ ІНСТИТУТУ: загальновизнані ЦІННОСТІ СВОБОДИ та ДЕМОКРАТІЇ, повага до ОСОБИСТОСТІ та її прав, визнання особливої ролі в трансформації суспільства, становленні та розвитку держави ЕЛІТИ та МОЛОДІ.
ГОЛОВНІ НАПРЯМКИ ДІЯЛЬНОСТІ ІНСТИТУТУ:
- Дослідження соціально-політичних та економічних проблем розвитку Східної України, зокрема Донбасу. Розробка прогнозів та рекомендацій для представників влади, ділових кіл, потенційних інвесторів, суспільно-політичних формувань.
- Дослідження проблем розвитку сучасної української політичної нації та держави. Розробка відповідних концептуальних моделей розвитку, пошук та обґрунтування оптимальних економіко-політичної та екологічної стратегій для України на майбутнє.
- Розробка культурологічних проблем Східної та Південної України, національно-культурного відродження та їх специфіки в регіоні Сходу і Півдня.
- Дослідження та стимулювання інноваційних процесів в галузі виховання, освіти, науки, народознавчих студій, видавничої справи тощо.
- Дослідження та обґрунтування нових інформаційних стратегій розвитку України в XXI ст. Сприяння формуванню інформаційного простору адекватного розвиненому демократичному і перспективному українському суспільству.
- Дослідження українського світу, зокрема, західної та східної діаспори, як соціокультурного феномену та національного українського менталітету.

Саме такі рамкові засади діяльності СХІДНОУКРАЇНСЬКОГО ІНСТИТУТУ СИСТЕМНИХ ДОСЛІДЖЕНЬ були доведені до ряду депутатів Верховної Ради України, чільних діячів української діаспори, представників мас-медіа. Але, на жаль, ініціатива не була підтримана фінансово та організаційно.